# Carlo Fontanelli (giornalista)
Carlo Fontanelli (Vinci, 8 giugno 1963) è un giornalista e editore italiano.

## Biografia
Laureato in sociologia, è giornalista dal 2 febbraio 1989.
Ha collaborato, tra gli altri, con Tuttosport e Don Balón, e ha fatto parte dell'IFFHS; fondatore della casa editrice Mariposa e del mensile Planet Football, nel 1998 ha vinto il Premio Arnaldo Carpita. È direttore responsabile di Geo Edizioni, casa editrice da lui stesso creata, nonché autore di numerosi libri sulla storia del calcio e sul ciclismo. Ha curato le varie edizioni dei libri intitolati Annogol, che raccolgono tabellini delle partite disputate nel calcio mondiale, e le storie di vari campionati e competizioni internazionali. Ha infine prodotto numerose pubblicazioni che raccontano la storia di società sportive professionistiche e dilettantistiche italiane. La sua produzione consta di oltre 550 libri.